# Episodi di Dexter: Resurrection
La prima stagione della serie televisiva Dexter: Resurrection, composta da dieci episodi, è resa disponibile sul servizio streaming Paramount+ dall'11 luglio al 5 settembre 2025, in tutti i paesi in cui è disponibile.
La stagione è inoltre trasmessa sul canale statunitense via cavo Paramount+ with Showtime dal 13 luglio al 7 settembre 2025.
| nº | Titolo originale               | Titolo italiano        | Pubblicazione    |
| -- | ------------------------------ | ---------------------- | ---------------- |
| 1  | A Beating Heart...             | Il cuore batte...      | 11 luglio 2025   |
| 2  | Camera Shy                     | Assassino in incognito | 11 luglio 2025   |
| 3  | Backseat Driver                | Passeggero invadente   | 18 luglio 2025   |
| 4  | Call Me Red                    | Chiamami Red           | 25 luglio 2025   |
| 5  | Murder Horny                   | Famelico di sangue     | 1º agosto 2025   |
| 6  | Cats and Mouse                 | Gatti e topi           | 8 agosto 2025    |
| 7  | Course Correction              | Cambio di direzione    | 15 agosto 2025   |
| 8  | The Kill Room Where It Happens |                        | 22 agosto 2025   |
| 9  | Touched by an Ángel            |                        | 29 agosto 2025   |
| 10 | And Justice For All...         |                        | 5 settembre 2025 |

## Il cuore batte...
- Titolo originale: A Beating Heart...
- Diretto da: Marcos Siega
- Scritto da: Clyde Phillips e Scott Reynolds

### Trama
Dexter Morgan si risveglia dopo dieci settimane di coma in una clinica di Iron Lake, sopravvissuto agli eventi finali di New Blood. Durante l'incoscienza ha visioni di figure chiave del suo passato, tra cui Arthur Mitchell, Miguel Prado e James Doakes. Queste apparizioni lo spingono a rimettere in discussione il proprio codice e a pensare al destino di suo figlio Harrison. Intanto, Harrison vive a New York e lavora in un hotel come facchino. Quando assiste a un tentativo di violenza sessuale su una cliente incosciente, interviene uccidendo l’aggressore in modo violento, utilizzando il coperchio di un water. Nel tentativo di imitare il codice del padre, cerca di smembrare il cadavere e occultarlo, ma lascia dietro di sé diverse tracce. Dexter, venuto a conoscenza del ritrovamento di un corpo smembrato a New York, sospetta l'intervento del figlio e fugge dalla clinica per raggiungerlo e proteggerlo da eventuali guai volendo provare a chiedergli scusa e ricostruire il loro legame affettivo nel tentativo di farsi perdonare per quanto accaduto ad Iron Lake. Nel frattempo Angel Batista arriva ad Iron Lake, intenzionato a fare domande proprio su Dexter.
- Special guest star: John Lithgow (Arthur Mitchell), Erik King (James Doakes), Jimmy Smits (Miguel Prado).
- Guest star: David Magidoff (Teddy Reed), Marc Menchaca (Ronald "Red" Schmidt), Bryan Lillis (Ryan Foster), Isabella Star LaBlanc (fisioterapista), Jason Alan Carvell (Stefan Pike), McKaley Miller (Shauna), Dallas Goldtooth (dott. Abrams), Darius Jordan Lee (Lance Thomas), Eli Sherman (Dexter da bambino).
- Ascolti USA: telespettatori 214 000 – rating 18-49 anni 0,03%[2]

## Assassino in incognito
- Titolo originale: Camera Shy
- Diretto da: Marcos Siega
- Scritto da: Scott Buck

### Trama
Giunto a New York, Dexter inizia a sorvegliare Harrison da lontano e a cancellare le prove che potrebbero incastrarlo per l'omicidio in hotel. Nel frattempo, nella città si registra una serie di omicidi seriali ai danni di autisti Urcar, strangolati e decapitati da un misterioso killer soprannominato "l'oscuro passeggero" che utilizza un dispositivo per celare il suo volto dalle telecamere. Dexter si introduce nel circuito degli autisti per indagare, stringendo amicizia con un autista di nome Blessing Kamara. La detective Claudette Wallace si occupa del caso dell’hotel e inizia a sospettare di Harrison, mettendolo sotto interrogatorio. Dexter scopre che Harrison è ora nel mirino di Claudette e riesce a tenere al sicuro il figlio cancellando le tracce che Harrison aveva lasciato per tenere il figlio al sicuro. Dexter individua un possibile sospettato per i delitti degli autisti: Ronald "Red" Schmidt, un passeggero abituale. Dopo averlo seguito, Dexter è pronto a colpire ma cambia idea all’ultimo momento, salvando una potenziale vittima invece di uccidere. È la prima volta che infrange il proprio codice per una scelta consapevole, segnando una svolta nel suo percorso. Dopo la scomparsa di Dexter, Batista tenta di trovarlo con l'aiuto di Teddy. Perseguitato dal rimorso, Harrison vende il pick-up di Dexter che possedeva ancora.
- Guest star: David Magidoff (Teddy Reed), Marc Menchaca (Ronald "Red" Schmidt), Bryan Lillis (Ryan Foster), Max von Essen (Canton "Keith" Clubber), Jason Alan Carvell (Stefan Pike), McKaley Miller (Shauna), Darius Jordan Lee (Lance Thomas), JillMarie Lawrence (Constance Kamara), Reese Antoinette (Joy Kamara), Oberon K.A. Adjepong (Chike).
- Ascolti USA: telespettatori 230 000 – rating 18-49 anni 0,03%[2]

## Passeggero invadente
- Titolo originale: Backseat Driver
- Diretto da: Monica Raymund
- Scritto da: Nick Zayas

### Trama
Dexter continua ad agire sotto copertura come autista di Urcar e prepara una trappola per il sospettato serial killer. Intanto Harrison è sempre più sotto pressione: l'indagine di Claudette Wallace porta alla luce elementi che lo collegano direttamente alla scena del crimine dell'hotel. Claudette rendendosi conto però che Harrison ha ucciso lo stupratore solo per proteggere la donna che stava per essere stuprata offre a Harrison la possibilità di confessare e riconoscere la legittima difesa di Harrison. Messo alle strette, il ragazzo però nega ogni responsabilità perché è consapevole che anche se gli venisse riconosciuta la legittima difesa a causa dei suoi istinti assassini presto finirebbe per uccidere un altro criminale e Claudette non ci metterebbe molto a capire che è stato lui e che continuerebbe ugualmente a perseguitarlo. Così usando la scusa che dorme in hotel nelle camere vuote non avendo dimora fissa e poiché nei filmati Harrison non compare nelle ore in cui lo stupratore è stato ucciso poiché le telecamere in quella zona non ci sono e la telecamera sul retro della cucina dell'hotel non funziona non può essere incriminato di nulla rendendo così il suo alibi plausibile grazie anche all'aiuto di Elsa. Dexter attira Schmidt in un'imboscata e lo cattura. Nel corso dell'interrogatorio, Schmidt rivela di aver ucciso diversi autisti per vendetta, convinto che l'ascesa delle app abbia causato il suicidio di suo padre, tassista. Prima che Dexter lo uccida e bruci il corpo, Red rivela di essere stato invitato a una cena per serial killer a cui Dexter decide di partecipare al suo posto. Tuttavia, il suo obiettivo resta Harrison, che Dexter teme possa seguire un percorso irreversibile e Dexter non sentendosela ancora di rivelarsi al figlio decide di restare a tenerlo d'occhio.
- Guest star: David Magidoff (Teddy Reed), C. S. Lee (Vince Masuka), Desmond Harrington (Joey Quinn), Marc Menchaca (Ronald "Red" Schmidt), Bryan Lillis (Ryan Foster), JillMarie Lawrence (Constance Kamara), Reese Antoinette (Joy Kamara), Jason Alan Carvell (Stefan Pike), McKaley Miller (Shauna).

## Chiamami Red
- Titolo originale: Call Me Red
- Diretto da: Monica Raymund
- Scritto da: Alexandra Franklin e Marc Muszynski

### Trama
Dexter facendosi passare per Red il serial killer che ha ucciso si presenta all'appuntamento a cui era stato invitato Red e qui viene fatto salire a bordo di un auto da una donna misteriosa che si rivela chiamarsi Charley e lo conduce in una villa maestosa in un bunker segreto dove incontra Leon Prater che rivela di essere un ammiratore dei serial killer che invita in cene segrete per dialogare con loro e conoscerli comprando i loro trofei. Dexter rimane orripilato dalla collezione macabra di trofei di Prater poiché nota oggetti appartenuti a molti dei serial killer che ha ucciso come suo fratello Brian e Arthur Mitchell ma uno degli oggetti che attira la sua attenzione è la sua vecchia scatola di vetrini che Prater ha acquistato da un agente dell'FBI ludopatico e progetta segretamente di riprendersela. Dexter scopre che a tutti gli effetti che Prater è il capo di una vera e propria setta di serial killer poiché incoraggia i serial killer a commettere i loro delitti e a parlargli dei loro futuri omicidi e delle loro prossime vittime. Dexter conosce Mia all'interno del gruppo e scopre che uccide solo predatori sessuali per sfogare i suoi istinti assassini e che ha un passato simile al suo e così Dexter se ne innamora dopo averla frequentata. Dexter quando scopre che Lowell uno dei serial killer della setta intende compiere uno dei suoi omicidi la notte successiva decide di intervenire e lo ferma in tempo. Dopo aver messo sul suo tavolo Lowell dopo aver scoperto che lui tiene trofei come calmanti per evitare di uccidere spesso ciò ispira Dexter a tornare a fare uso dei suoi trofei dopo tanti anni che aveva smesso di collezionarli e prima di uccidere Lowell gli rivela di essere il Macellaio di Bay Harbor facendo morire nel terrore il serial killer. Ucciso Lowell a quel punto Dexter è ancora indeciso se andare da Harrison e rivelarsi a lui. Nel frattempo Harrison recupera dalla gioielleria l'orologio d'oro dello stupratore seriale che aveva mandato precedentemente a riparare su richiesta del criminale e tenerlo con sé come trofeo ma poco dopo Harrison viene trovato da Batista che dopo un'iniziale conversazione amichevole scopre che Harrison ha avuto problemi con il padre e che non sa che è ancora vivo decide di approfittare della situazione e rivela di sapere che Dexter è il Macellaio di Bay Harbor e tenta di convincere Harrison ad ammettere la verità sul padre ma Harrison nonostante tutto rifiuta di rivelare a Batista la verità sul padre poiché non intende ferirne la memoria. Giorni dopo Batista si ripresenta e tenta nuovamente di convincere Harrison a dirgli la verità sul padre e sa che Harrison ha ucciso lo stupratore seriale in hotel avendo appreso tali tecniche dal padre e qui esprime il vero motivo per cui sta facendo tutto questo. Il motivo di tutto ciò è perché Batista ritiene Dexter responsabile della morte di Debra, di LaGuerta e infine di Rita demonizzando infine Dexter ritenendolo un serial killer e un mostro e che dopotutto Harrison essendo figlio di un serial killer non lo sorprenderebbe se finisse come il padre tuttavia spera che Harrison non diventi come il padre. Harrison sentendosi demonizzato e di non avere un futuro decide di andare alla polizia e farsi arrestare ma Dexter che lo stava tenendo d'occhio volendo proteggere il figlio interviene e lo convince a non farsi arrestare rivelandosi vivo con grande sorpresa di Harrison che scopre così che il padre è vivo.
- Special guest star: Krysten Ritter (Mia Lapierre / Lady Vendetta), Neil Patrick Harris (Lowell / Il collezionista di tatuaggi), Eric Stonestreet (Al / Raperonzolo).
- Guest star: David Dastmalchian (Gareth / Gemini Killer), Darius Jordan Lee (Lance Thomas), JillMarie Lawrence (Constance Kamara), Reese Antoinette (Joy Kamara).

## Famelico di sangue
- Titolo originale: Murder Horny
- Diretto da: Marcos Siega
- Scritto da: Katrina Mathewson e Tanner Bean

### Trama
Dexter porta a casa con sé Harrison e gli spiega cosa è successo ad Iron Lake dopo che aveva chiesto a Harrison di sparargli e come sia riuscito a sopravvivere e soprattutto che Angela aveva cambiato idea verso di lui e l'aveva lasciato andare ritirando le accuse e che lui aveva ucciso Logan per legittima difesa poiché aveva tentato di sparargli. Dexter fa capire ad Harrison che non deve sentirsi in colpa per aver ucciso lo stupratore seriale perché ha impedito che una donna venisse stuprata e che se non l'avesse fermato l'avrebbe fatto nuovamente ad altre donne. Harrison su richiesta del padre gli dà l'orologio dello stupratore in modo che non venga trovato da nessuno facendo in modo che il ragazzo rimanga al sicuro. Harrison però mette in guardia il padre che Batista è a New York ed è sulle sue tracce e che neppure lui è al sicuro perché Batista ormai sa che Dex è il Macellaio di Bay Harbor ma Dexter rassicura il figlio spiegandogli che anche se Batista lo trovasse non ci sono prove contro di lui. Harrison tuttavia non è ancora pronto a riallacciare i rapporti col padre e decide di prendersi del tempo per poter decidere cosa fare. Harrison però scopre con suo orrore che Claudette lo ritiene ancora sospettato dell'omicidio dello stupratore seriale e quindi di non essere ancora fuori dai guai. Dexter decide di uscire con Mia per avere compagnia progettando di rivelarle chi è davvero ma scopre durante l'appuntamento che Mia è davvero una serial killer che non si limita a uccidere predatori sessuali ma che uccide indipendentemente che le sue vittime lo siano o no con grande orrore di Dexter che scopre che si sbagliava sul conto di Mia e che lei è come gli altri membri della setta di Prater così decide di fermarla. Sapendo che avrebbe cercato di uccidere la sua prossima vittima quella sera e dato che ha la reputazione di uccidere solo predatori sessuali ciò gli dà un idea per fermarla e proteggere Harrison da Claudette. Dopo aver lasciato che Mia prendesse la sua prossima vittima chiama la polizia in modo animo e la fa intervenire per impedire l'assassinio dell'uomo che Mia voleva torturare e uccidere facendola arrestare per i precedenti omicidi da lei commessi riuscendo a incastrarla anche per l'omicidio dello stupratore seriale ucciso da Harrison facendo trovare l'orologio del predatore sessuale tra i trofei di Mia il ché fa credere a tutti che sia stata Mia a uccidere lo stupratore seriale cosa che costringe Claudette a lasciare in pace Harrison. Il giorno dopo Harrison vedendo al telegiornale che Mia è stata arrestata non solo per i suoi precedenti omicidi ma che è stata anche incriminata per l'omicidio dello stupratore seriale ucciso in realtà da Harrison il ragazzo capisce che il padre l'ha salvato e decide di andare da lui e parlargli e provare a perdonarlo. Dexter rivela a Harrison che quando lui nacque essendo Dexter stesso un serial killer non aveva idea di come comportarsi verso il suo stesso figlio e si sentiva inadeguato così aveva pensato di poter imparare da Arthur Mitchell che pur essendo un serial killer sembrava essere un buon padre di famiglia e un buon marito ed essere capace di conciliare la sua vita da serial killer e Dexter pensava di poter imparare da lui come poter conciliare la sua vita segreta da serial killer vigilante con quella di buon padre di famiglia e buon marito. Quando si rese conto dell'errore e del fatto che Arthur in realtà abusava della sua famiglia decise di fermarlo e lo uccise. Purtroppo Dexter non sapeva che Arthur avesse ucciso Rita prima che riuscisse a fermarlo e per anni si è sentito in colpa per non essere riuscito a proteggerla sentendosi responsabile per quello che era accaduto. Harrison finalmente capisce cosa è realmente accaduto a sua madre e che il padre non avrebbe mai voluto che le accadesse questo e che amava davvero sua madre. Dexter si scusa con Harrison e gli promette che non tenterà più di plasmarlo a sua immagine e che lui è la sua ragione per vivere e che è tutto ciò che gli è rimasto della sua famiglia. Harrison capendo quanto il padre tenga a lui lo perdona e riallaccia i rapporti con Dexter capendo che suo padre è tutto ciò che gli resta della propria famiglia. Nello stesso tempo Prater che ha scoperto che Mia è stata arrestata decide di liberarsi di lei per evitare che possa rivelare qualcosa su di lui e gli altri membri della setta di serial killer e manda Charley a farle visita in prigione. A insaputa di tutti Charley ha una madre malata in una clinica di cui si prende cura e che è quello il motivo per cui lavora per Prater. Charley raggiunge Mia in carcere e viene rassicurata da Mia che non dirà nulla su Prater e il resto dei serial killer del gruppo. Charley assicura a Mia che visto la sua lealtà il suo soggiorno in prigione non durerà a lungo.
- Special guest star: Krysten Ritter (Mia Lapierre / Lady Vendetta).
- Guest star: Lesley Stahl (sé stessa), Will Rogers (Marc).
- Ascolti USA: telespettatori 131 000 – rating 18-49 anni 0,01%[3]

## Gatti e topi
- Titolo originale: Cats and Mouse
- Diretto da: Marcos Siega
- Scritto da: Kirsa Rein

### Trama
Dexter e Harrison continuano ad avvicinarsi e partecipano insieme al funerale di Prudence, la madre di Blessing. Qui Blessing incontra per la prima volta Harrison e ne rimane molto colpito dalla sua gentilezza. Dopo aver litigato con Dexter, Blessing si confida con lui raccontandogli il suo doloroso passato di bambino soldato del Fronte Unito Rivoluzionario. Qui Blessing rivela come è stato salvato da sua madre e come lei dopo averlo portato negli Stati Uniti avesse aiutato il figlio a superare il suo passato traumatico insegnandogli a tenere lontano la sua oscurità dalla sua famiglia. Harrison sta pensando di iscriversi all'università e, mentre fa da babysitter a Elsa, fantastica di uccidere Vinny, il padrone di casa che la sfrutta, cosa che lo turba profondamente. Angel confida a Wallace e Oliva i suoi sospetti su Dexter e Harrison, ma prima che possano interrogare Mia, Charley corrompe una guardia per ucciderla e farlo sembrare un suicidio. Dexter pedina Gareth, il Gemini Killer, come suo prossimo obiettivo. Nel suo appartamento, Dexter trova Gareth e gli offre da bere un gin tonic corretto con M99; Dexter uccide Gareth prima che Prater lo inviti a partecipare a un viaggio con il resto del gruppo. Al luogo dell'incontro, mentre Dexter si dirige verso l'elicottero, si chiede se debba continuare a uccidere le persone del gruppo dopo Gareth, ma con grande shock di Dexter, il Gareth che aveva incontrato alla festa di Prater si unisce a loro, rivelando che i Gemelli sono in realtà due serial killer gemelli identici.
- Special guest star: Krysten Ritter (Mia Lapierre / Lady Vendetta), Eric Stonestreet (Al / Raperonzolo).
- Guest star: David Dastmalchian (Gareth / Gemini Killer), Steven R. Schirripa (Vinny), JillMarie Lawrence (Constance Kamara), Reese Antoinette (Joy Kamara), Oberon K.A. Adjepong (Chike), Will Rogers (Marcus).
- Ascolti USA: telespettatori 170 000 – rating 18-49 anni 0,01%[4]

## Cambio di direzione
- Titolo originale: Course Correction
- Diretto da: Monica Raymund
- Scritto da: Hilly Hicks Jr. (sceneggiatura), Hilly Hicks Jr. e Edith D. Rodriguez (soggetto)

### Trama
La setta di serial killer viene portata in un castello privato per un ritiro, dove Dexter coglie l'occasione per mostrare al gruppo la sua vera natura. Ispirato da Dexter, Prater gli racconta del suo passato difficile e della sua amicizia con il serial killer che ha ucciso i suoi genitori. Dexter rivela a Gareth di aver ucciso suo fratello, con Gareth che lo attacca e Dexter che lo uccide, facendo sembrare che si tratti di legittima difesa, e attribuisce a lui la morte di Lowell. A New York, Dexter accompagna Harrison in visita al Collings College of Criminology, poiché questi sta valutando una carriera nelle forze dell'ordine, ed assistono ad una conferenza della detective Wallace sullo Squartatore di New York. Dopo aver individuato l'arma del delitto dello Squartatore nella collezione di Prater, Dexter le offre alcuni consigli sul caso smontando la sua teoria sull'arma che Claudette credeva infatti le rivela che l'arma usata non è un grimaldello ma un gancio da pesca. Angel trovata la casa in cui Dexter vive incontra Blessing e vi fa amicizia in attesa che Dexter torni a casa. Dexter torna a casa e scopre la presenza di Angel in casa con la famiglia di Blessing che si offre di dargli un passaggio. Una volta in auto Dexter avverte Angel di stare lontano dalla famiglia di Blessing, da lui e da suo figlio, ma Angel rifiuta, volendo vendicare la morte dei suoi amici non sapendo in realtà come sono andate le cose; Dexter successivamente lo costringe a scendere dall'auto e Angel mette segretamente un AirTag nella portiera dell'auto per usarlo come GPS e pedinare Dexter.
- Special guest star: Eric Stonestreet (Al / Raperonzolo).
- Guest star: David Dastmalchian (Gareth / Gemini Killer), JillMarie Lawrence (Constance Kamara), Reese Antoinette (Joy Kamara), Emily Kimball (Gigi).
- Ascolti USA: telespettatori 144 000 – rating 18-49 anni 0,01%[5]